# Ciencia, Tecnología y Política
Ciencia, Tecnología y Política es una revista especializada en estudios de Ciencia, Tecnología y Sociedad (CTS) creada en 2018 por la Cátedra Libre “Ciencia, Política y Sociedad: Contribuciones a un Pensamiento Latinoamericano” de la Universidad Nacional de La Plata y editada por esta Casa de Estudios. En 2023 se incorporó la Red de Pensamiento Latinoamericano en Ciencia, Tecnología y Sociedad (Red PLACTS) como coeditora de la revista.

## Temática y objetivos
Es una revista de política científica, de información y acción, de debate de ideas y de elaboración de propuestas. Se propone además recuperar el legado del Pensamiento Latinoamericano en Ciencia, Tecnología y Desarrollo (PLACTED). Por tanto, no está pensada como una revista académica donde publiquen únicamente especialistas y estudiosos/as de la temática, sino también investigadores/as -de las más diversas áreas- que se pregunten por el sentido social de su trabajo científico. Los artículos que publica deberán tener un enfoque que incorpore una mirada política con base en información rigurosa y bien presentada sobre cada problemática tratada. A tal efecto, proponemos, en lo posible, la utilización de las herramientas analíticas desarrolladas por PLACTED, su tradición y sus autores/as, así como conceptos e investigaciones desarrollados con posterioridad que puedan ampliar y redefinir ideas y conceptos abordados por esta corriente de pensamiento.

## Comité editorial
Su director es Gabriel M. Bilmes y cuenta con un Comité Editorial y un Comité Académico que reúne a investigadores como Dora Barrancos, Fernanda Beigel, Renato Dagnino, Diego Hurtado, Noela Invernizzi, Enrique Martínez, Jorge Nuñez Jover, Judith Sutz, Mariana Versino, Pablo Kreimer, Ana María Franchi y Hebe Vessuri, entre otros.

## Periodicidad, evaluación y acceso
La revista tiene una periodicidad semestral, con números publicados en mayo y noviembre. Se edita en formato digital y en acceso abierto a través del Portal de Revistas de la UNLP para una difusión masiva, y cuenta con una edición impresa para distribuir en bibliotecas e instituciones universitarias, científicas y académicas.  
Luego de una preevaluación por parte del Comité Editorial, el artículo es sometido a una evaluación por pares con un sistema simple ciego.  
Ciencia, Tecnología y Política se encuentra disponible en el Portal de Revistas de la Universidad Nacional de La Plata y preservada en el Servicio de Difusión de la Creación Intelectual (SEDICI) de esa universidad. Todos sus números se rigen por una política de acceso abierto y sus artículos se publican bajo una licencia Creative Commons 4.0 BY-NC-SA.
Se publica mediante el sistema OJS (Open Journals System) y sigue el protocolo de interoperabilidad OAI-PMH (Open Archive Initiative-Protocol for Metadata Harvesting) para facilitar la obtención de metadatos en diferentes formatos.

## Indizaciones y visibilidad
La revista está indizada en numerosas bases de datos y servicios de información bibliográficacomo por ejemplo en el Directorio de revistas de acceso abierto (DOAJ), el Índice de revistas en consolidación del sistema AmeliCA, Dialnet, Latindex Catálogo v2.0 y Directorio MALENAdel Caicyt, que registra políticas de jerarquización, acceso y archivo de las publicaciones científicas argentinas.

## Declaraciones de interés
Ciencia, Tecnología y Política ha sido declarada de interés por el Senado de la Nación Argentina, la Cámara de Diputados de la Nación Argentina, la Cámara de Diputados de la Provincia de Buenos Aires, el Gobierno de la Provincia de Buenos Aires y el Parlamento del Mercosur.